# Saint-Loup-de-Buffigny
Saint-Loup-de-Buffigny ist eine französische Gemeinde mit 213 Einwohnern (Stand 1. Januar 2022) im Département Aube in der Region Grand Est (vor 2016 Champagne-Ardenne); sie gehört zum Arrondissement Nogent-sur-Seine und zum Kanton Saint-Lyé.

## Geographie
Saint-Loup-de-Buffigny liegt etwa 32 Kilometer nordwestlich von Troyes. Umgeben wird Saint-Loup-de-Buffigny von den Nachbargemeinden Saint-Hilaire-sous-Romilly im Norden, Gélannes im Norden und Nordosten, Saint-Martin-de-Bossenay und La Fosse-Corduan im Osten, Rigny-la-Nonneuse im Südosten und Süden, Avant-lès-Marcilly im Südwesten und Westen sowie Ferreux-Quincey im Westen.

## Bevölkerungsentwicklung
| Jahr                       | 1962 | 1968 | 1975 | 1982 | 1990 | 1999 | 2006 | 2011 | 2019 |
| Einwohner                  | 150  | 137  | 141  | 154  | 161  | 164  | 176  | 204  | 208  |
| Quellen: Cassini und INSEE |      |      |      |      |      |      |      |      |      |

## Sehenswürdigkeiten
- Menhir Pierreà l’Abbé, Monument historique seit 1993
- Kirche Saint-Loup-de-Troyes aus dem 12. Jahrhundert

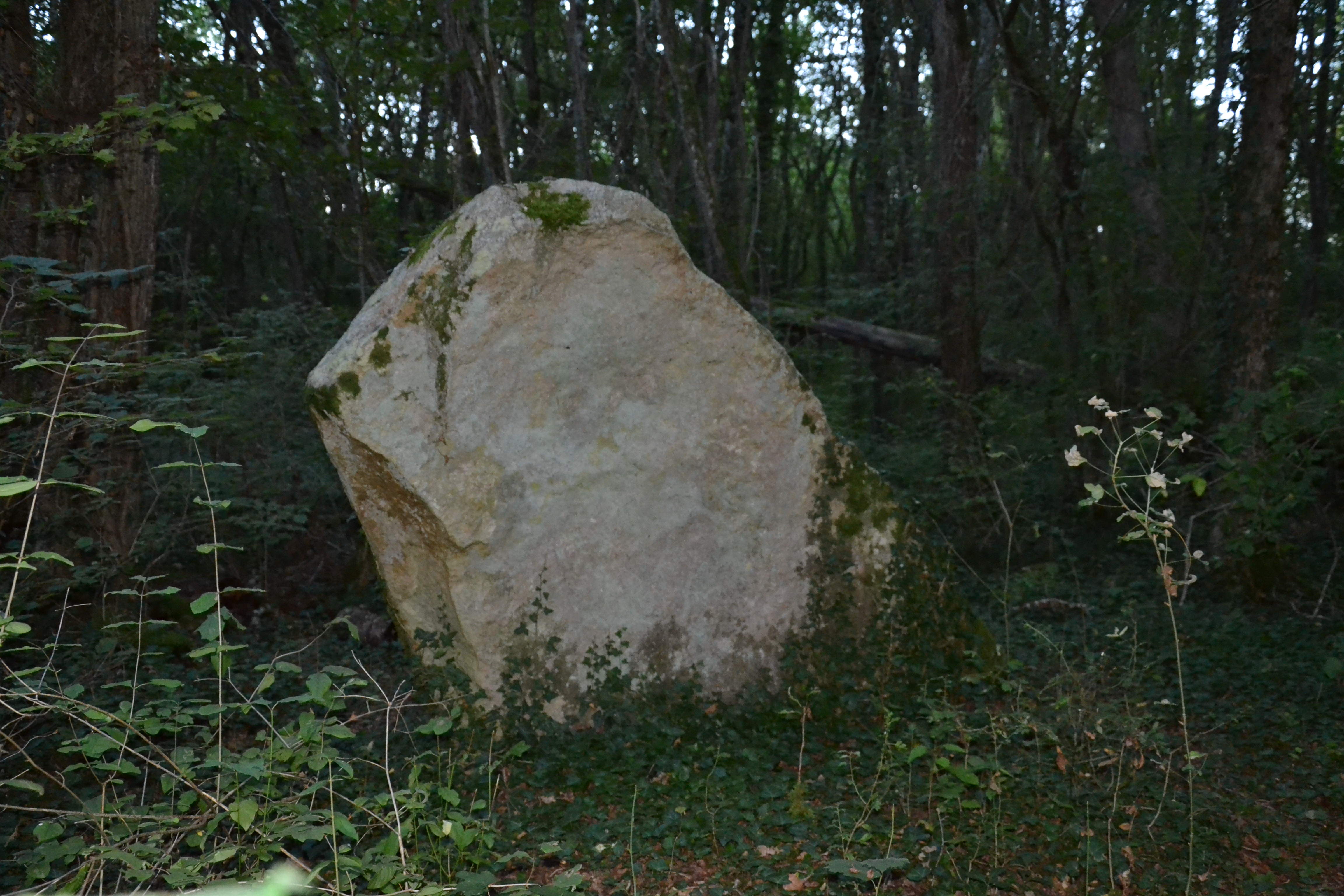
Menhir
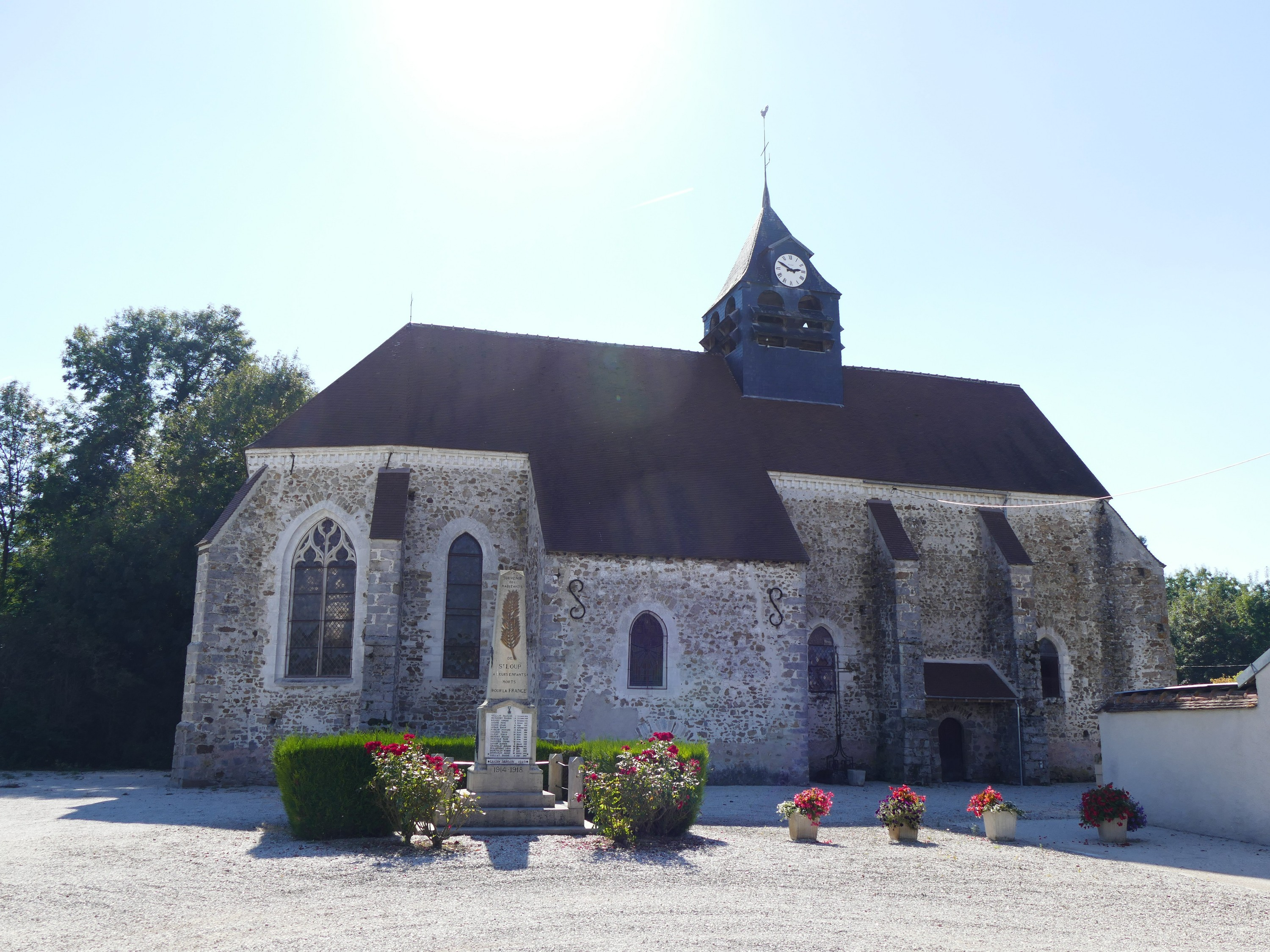
Kirche Saint-Loup-de-Troyes